# هجرة الأدمغة في إيران
وفقًا لصندوق النقد الدولي، اتسمت الجمهورية الإسلامية الإيرانية بنسبة مرتفعة للغاية من هجرة المتعلمين تعليمًا عاليًا (15%) في أوائل تسعينيات القرن العشرين. حيث غادر ما يزيد عن 150000 إيراني الجمهورية الإسلامية كل عام في بداية تسعينيات القرن العشرين، وما يقدر بنحو 25% من جميع الإيرانيين الذين حظوا بالتعليم ما بعد الثانوي هاجروا بعد ذلك إلى الخارج، حيث عاشوا في دول «متقدمة» تابعة لمنظمة التعاون والتنمية الاقتصادية. وأشار تقرير صادر عن صندوق النقد الدولي عام 2009 أن إيران تتصدر قائمة البلدان التي تفقد النخبة الأكاديمية لديها، بمعدل خسارة سنوية يتراوح بين 150000 إلى 180000 من المتخصصين. وهو ما يعادل خسارة 50 مليار دولار أمريكي من رأس مال. أضف إلى ذلك، أن حملة القمع السياسي التي تلت احتجاجات الانتخابات الإيرانية لعام 2009 يقال إنها قد أدت إلى «نزوح» النخبة الإيرانية بشكل كبير للغاية. كما أشارت التقارير أيضًا أن وكالة الاستخبارات المركزية الأمريكية تجري عملية سرية تحمل الاسم الرمزي «مشروع هجرة العقول» بهدف استدراج المواهب الإيرانية النووية بعيدًا، وبالتالي تقويض البنية التحتية لبرنامج إيران النووي.

## الخلفية
في الفترة بين عامي 1991 و1999، لم يكن سوق العمل توفر فرصًا سوى «لأقل من 60% من الذين يدخلون إليه»، وذلك وفقًا لتقييم الأمم المتحدة القُطري المشترك لعام 2003 الخاص بتنمية إيران.
وتقدر وكالة الاستخبارات المركزية الأمريكية أن حوالي 77% من 51 مليون إيراني في عمر 15 وما فوق يستطيع القراءة والكتابة. كما أن الأغلبية العظمى من هذه النسبة وصلت إلى المستويات الجامعية أو اقتربت منها. ومن بين العوامل الأخرى التي تسهم في هجرة العقول «الرفاهية الاقتصادية والآفاق التعليمية الأفضل في الخارج. وتمثل عدم قدرة الوطن على الاستجابة لاحتياجات مواطنيها، إلى جانب ارتفاع معدلات البطالة والنقص العام في الأمن الفكري والاجتماعي، جميعها عوامل تساهم في هجرة العقول. بالإضافة إلى أن الرقابة الذاتية تمنع الناس من التفكير والكتابة بحرية، كما أن وجود مثل هذا القيد يجعل البحوث العلمية سواء كانت علمية أو اجتماعية صعبة للغاية.»
كما تلعب المنافسة الشديدة للحصول على مقاعد جامعية في إيران أيضًا دورًا رئيسيًا في هذه الظاهرة. فلا يتم قبول سوى حوالي 11٪ من حوالي 1.5 مليون شخص يخوضون الامتحانات سنويًا في الجامعة. حتى بعد الحصول على الشهادة الجامعية، لا يجد الشباب سوى عدد قليل من الوظائف متاحة. ووفقًا للإحصاءات الرسمية، فمن بين 270000 من خريجي الجامعة الذين يدخلون سوق العمل كل عام، يمكن لما يقدر بـ 75000 فقط أن يعثروا على وظائف. وهذا الهروب لرأس المال البشري يكلف الحكومة أكثر من 38 مليار دولار سنويًا، وهو ما يعادل ضعف الإيرادات المحصلة من بيع النفط. ووفقًا لأحكام خطة التنمية الخمسية، تحاول الدولة خلق فرص عمل لمواطنيها العاطلين عن العمل، على الرغم من أن نتائج هذه الجهود لم تتحقق حتى الآن. وبالتالي، فإن الدولة لا تزال غير قادرة على الاستفادة من الشتات المتعلم أو مجموعة الخبراء العاطلين عن العمل في الداخل."

## معلومات تاريخية
ذكر أحد المصادر أن الهجرة من إيران بدأت بشكل جدي مع التجنيد الإجباري أثناء حرب الخليج الأولى. وأدت حاجة الحكومة لقوات جديدة وارتفاع معدل الوفيات بين تلك القوات على هروب الرجال الإيرانيين في سن التجنيد إلى بلدان أخرى.
وقد تكون الثورة الثقافية، وهي جزء من الثورة الإيرانية، من العوامل التي أسهمت في هذه الظاهرة. ففي 12 يونيو 1980، أغلقت الثورة الثقافية نظام التعليم العالي في إيران لأكثر من عام لإصلاحه بالكامل. ومع ذلك، فقد تم التعليق على هجرة الإيرانيين للخارج في وقت مبكر منذ 31 أكتوبر عام 1980، عندما كان يستخف بأهميتها مؤسس الجمهورية الإسلامية الإيرانية روح الله الموسوي الخميني:
«إنهم يتحدثون عن أن هناك هجرة للعقول. دع هذه العقول المتهالكة تفر. لا تحزنوا عليهم، ودعوهم يواصلوا إثبات هوياتهم في الوجود. هل كل عقل يتميز بـ - ما تطلقون عليه - علم؛ جدير بالاحترام؟ هل علينا الجلوس والحزن لهربهم؟ هل علينا أن نقلق لهرب هذه العقول إلى الولايات المتحدة أو بريطانيا؟ دع هذه العقول تفر ويحل محلها أخرى مناسبة أكثر. والآن، إنهم (الجمهورية الإسلامية) يتصَّفُون، وأنت لا زلت قلقًا وتبحث عن سبب إعدامهم [الناس]؟ لماذا تتناقش مع هذه العقول العفنة [لهؤلاء] الأشخاص الضائعين؟ لماذا تتشكك في الإسلام؟ هل هم يفرون؟ إلى الجحيم جميعًا. دعهم يهربوا. فهم ليسوا علماء. هذا أفضل. لا تهتموا. فهم عليهم أن يهربوا. [إيران] ليست المكان المناسب لهم ليعيشوا فيه. وهذه العقول الفارة ليست ذات فائدة لنا. دعهم يفروا. وإذا كنت تعرف أن هذا ليس المكان المناسب لك، عليك الفرار أيضًا.»
استمرت هذه الموجة أثناء حرب الخليج الأولى، وبعد الهدوء النسبي الذي تلا الحرب، ثم ارتفعت حدتها مجددًا أثناء الاجتياح غير المسبوق للمؤسسات الدينية في الجامعات الإيرانية، وهي آخر معاقل الإيرانيين الإصلاحيين. وفي نوفمبر 2005، أصبح رجل دين مستشارًا لجامعة طهران، حيث حل محل دكتور وكانت هذه هي المرة الأولى على الإطلاق التي تحل بها المؤسسة الدينية الإيرانية محل الأوساط الأكاديمية التقليدية لرئاسة مؤسسة أكاديمية كبرى. ومع ذلك، فقد قيل إن رجل الدين هذا ألف عدة كتب وعمل في كلية الحقوق بوصفه خبيرًا في الفقه الإسلامي.
وتعد قائمة المناصب التي يشغلها الإيرانيون ومدراء المؤسسات الأكاديمية في هذه الدول مؤشرًا صحيحًا على هذه الحقيقة. كما أصبحت هجرة العقول الإيرانية محل تركيز إعلامي على المستوى المحلي والدولي. هذا ويلقي البعض باللوم على سوق العمل الفقيرة (والذي بدوره يلقي اللوم على العديد من العقوبات الاقتصادية التي فرضها الغرب)، بينما يلقي البعض الآخر باللوم على النظام الاجتماعي المتشدد سيئ السمعة. وكأحد الأدلة على ذلك، وعد الرئيس الإيراني عام 2006 بتخليص الجامعات مما أسماه «التأثير الليبرالي والعلماني».
وادعى تقرير نشرته واشنطن بريسم في يناير 2006 أن صندوق النقد الدولي قد صنف إيران بوصفها الأعلى في هجرة العقول بين الدول «النامية» بما يقدر بـ 180000 شخص يغادرون إيران كل عام. وقدرت وكالة أنباء الجمهورية الإسلامية الرقم بنحو 200000.

### التنافسية في التعليم
للتمكن من القبول في الجامعات الإيرانية، ينبغي على المتقدمين الإيرانيين أن يخوضوا اختبار قبول يجرى مرة واحدة في العام. ويخوض هذا الاختبار ما يقرب من مليونين كل عام، ولكن أول 100000 فقط (أو أعلى 5%) هم من يمنحون القبول المجاني بالجامعات. وللقبول في كليات القمة، يجب الحصول على معدل درجات أقل من 5000. أما القبول في كلية الطب بطهران، فيتطلب معدل درجات أقل من 100.
ويخلق المستوى العالي من المنافسة جوًا متوترًا للعديد من الطلاب الواعدين. لينتهي الأمر بهجرة عدد من أفضل الطلاب إلى أوروبا الغربية وأمريكا الشمالية نظرًا لعدم قدرة إيران على استيعاب القوى العاملة الموهوبة المحتملة في سوق العمل الحالي بعد التخرج. كما تعيش غالبية أعضاء أفضل الجامعات الإيرانية والمتخصصين خارج إيران للأسباب ذاتها. بينما تؤكد المصادر الأخرى على أن إيران قد تفوقت لبعض الوقت وحتى الآن. ووفقًا لوزارة الثقافة الإيرانية والتعليم العالي، فهناك ما يقرب من 50000 طالب إيراني يدرسون حاليًا في الخارج.

## الجهود المبذولة لعكس هذا الاتجاه
في السنوات الأخيرة، تم اتخاذ عدة تدابير لإبطاء ظاهرة هجرة العقول من خلال توفير العمل والمرافق البحثية للأكاديميين والعاملين ذوي المهارات العالية.
وفي فبراير 2003، تأسست المؤسسة الإيرانية الوطنية للعلوم، لتعزيز مجالات العلوم والتكنولوجيا في إيران وحتى تعود بالنفع على رفاهية أولئك الذين يعملون في مجال البحوث.
وتأسست مؤسسة أخرى للتعامل مع رفاهية الإيرانيين في إيران الذين يعملون في العلوم والتكنولوجيا وهي مؤسسة إيران الوطنية للعباقرة.
وعلاوة على ذلك، فقد حاولت إيران التعويض عن هجرة العقول من خلال تقديم مشروع قانون سجل التعليم الجامعي، الذي يدعو إلى الاستيعاب والتوسع في التعليم على مستوى التعليم الجامعي، وبالتالي زيادة عدد الخريجين.

## كتابات أخرى
- Torbat، Akbar E (Spring 2002). "The brain drain from Iran to the United States". Middle East Journal. ج. 56 ع. 2: 272–295.
- Migration Information Source - Iran's entry

## وصلات خارجية
- International Migration, Remittances and the Brain Drain in Group of 15 Countries